# Ilha Mabel (Terra de Francisco José)
A ilha Mabel (em russo:  Остров Мейбел; Ostrov Meibel) é uma ilha do arquipélago da Terra de Francisco José, no Oceano Ártico, pertencente à Rússia (no Óblast de Arkhangelsk). A sua área é de 40 km2. O ponto mais alto está a 356 m de altitude. Fica a sudoeste da ilha Bruce e a nordeste da pequena ilha Bell.
Esta ilha deve o seu nome a Benjamin Leigh Smith que a designou em homenagem à sua sobrinha Amable Ludlow (1860–1939).
O cabo mais meridional da ilha Mabel é o cabo Konrad, que tem o nome do marinheiro russo Alexander Konrad, um dos dois sobreviventes da expedição Brusilov.